# Перехляй
Перехля́й (рос. Перехляй) — селище у складі Кропивинського округу Кемеровської області, Росія.

## Населення
Населення — 881 особа (2010; 1017 у 2002).
Національний склад (станом на 2002 рік):
- росіяни — 85 %